# Epicauta cinerea
Epicauta cinerea är en skalbaggsart som först beskrevs av Forster 1771.  Epicauta cinerea ingår i släktet Epicauta och familjen oljebaggar. Inga underarter finns listade i Catalogue of Life.